# Rémi Feutrier
Remi Anri Doi također imena Rémi Feutrier (28. rujna 1989.), japanski rukometni reprezentativac, francusko-japanski rukometaš. Sudjelovao na svjetskom prvenstvu 2019. godine. Sin je Francuza i Japanke. Odustao je od francuskog športskog za japansko športsko državljanstvo.